# لوله برق

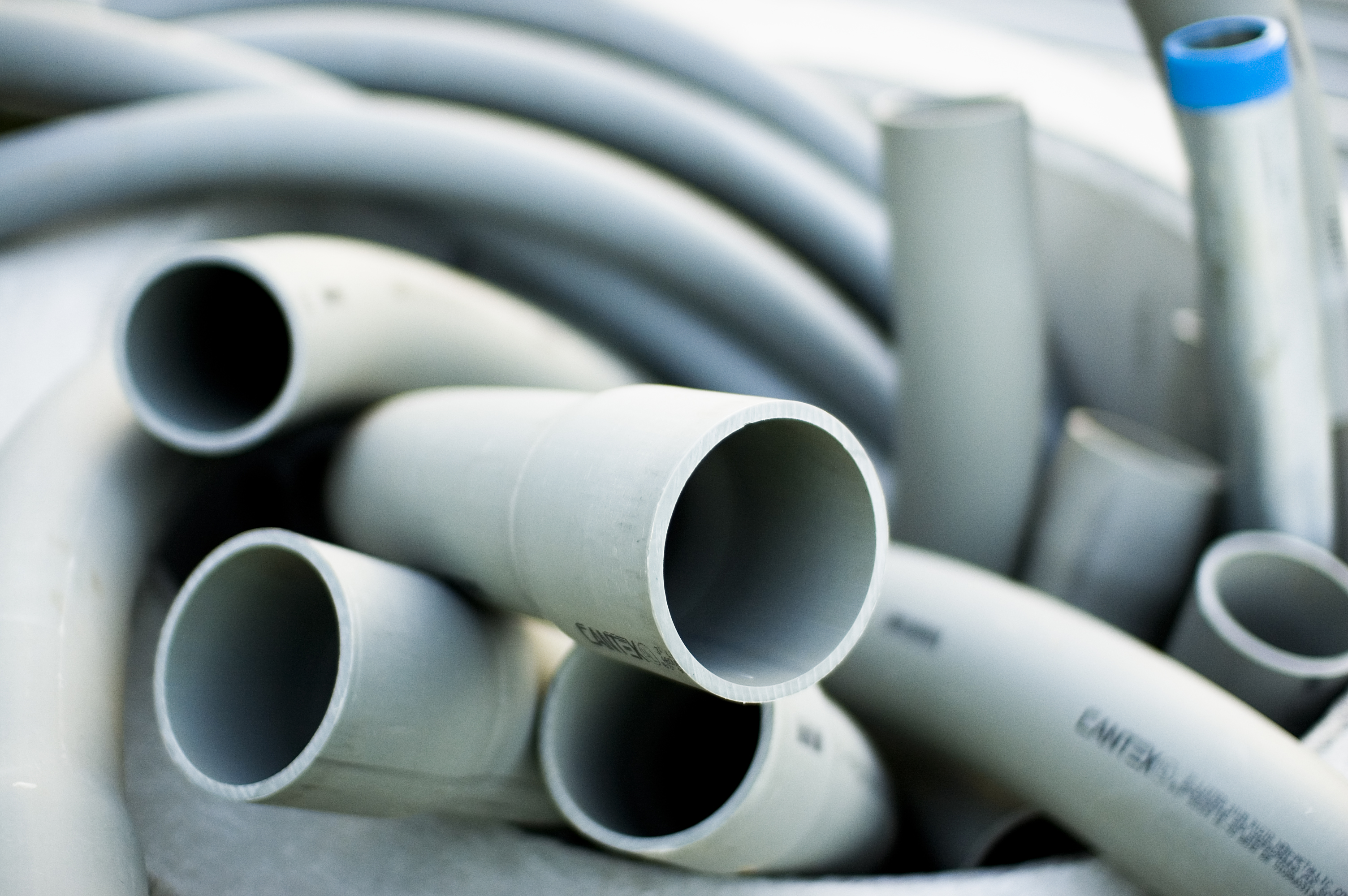
لوله‌های پلاستیکی برای استفاده به عنوان کاندوییت برق.

لوله برق یا کاندوئیت (به انگلیسی: conduit) وسیله‌ای است که به عنوان یک پوشش محافظ هادی‌هایی که از درونش گذر داده شده‌اند در جهت جلوگیری از صدمه‌دیدن سیم یا عایق آن، و نیز محافظت افراد در برابر تماس ناخواسته با هادی استفاده می‌شود. استفاده از لوله‌های برق در ساختمان‌های تجاری و صنعتی، هتل‌ها، بیمارستان‌ها، ساختمان‌های اداری، فروشگاه‌ها، تأسیسات زیرزمینی معمولاً لازم دانسته می‌شود اما ممکن است در سیم‌کشی ساختمان‌ها و آپارتمان‌ها به کار گرفته نشود. لوله های برق و لوازم مربوط به آن، باید بر اساس استاندارد های IEC و یا جدید ترین اصلاحیه استاندارد ملی ISIRI ساخته شده باشند. در استانداردها تعداد و اندازهٔ مجاز هادی‌هایی که می‌توان از درون یک لوله با اندازه استاندارد عبور داد مشخص شده‌اند. انواع مختلف کاندوئیت برای اهداف مشخص طراحی و ساخته شده‌اند.

## انواع

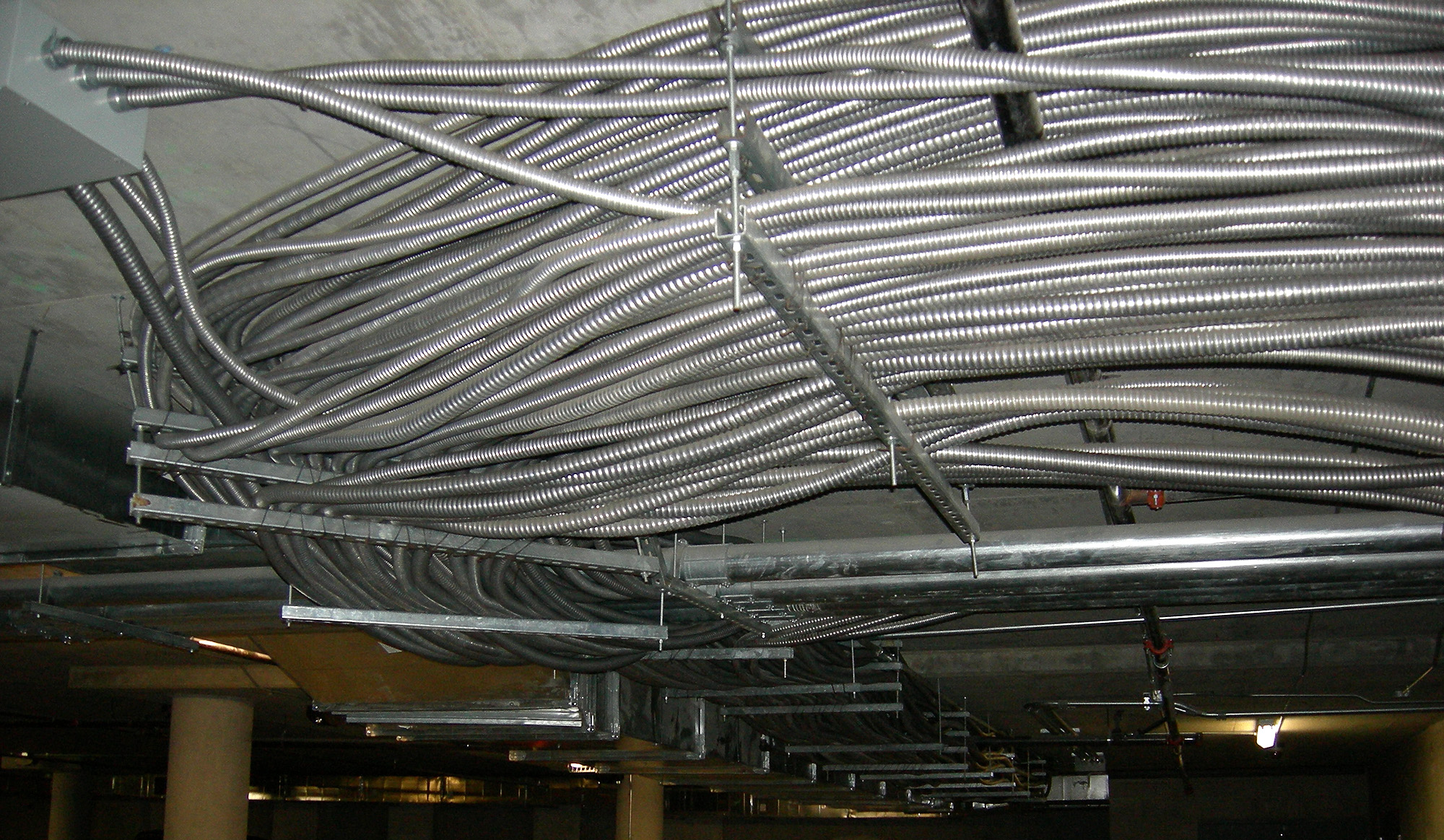
کاندوییت فلزی انعطاف‌پذیر، استفاده‌شده برای تأسیسات پارکینگ زیرزمینی.

از انواع مختلف کاندوییت‌ها می‌توان به کاندوییت‌های فلزی، فلزی انعطاف‌پذیر، پلی وینیل کلراید (پی‌وی‌سی)، گالوانیزهٔ سخت (RGC) یا فولاد سخت (RSC) و آی‌ام‌سی با/بدون پوشش پی‌وی‌سی اشاره کرد؛ که هر یک از این موارد از نظر قیمت، شیوهٔ اتصال، محل کاربرد، شرایط استفاده، خمش و… ویژگی‌ها و دستورالعمل‌های خود را دارند.
سیستم‌های کانال‌کشی بر اساس ضخامت دیواره، سختی مکانیکی و جنس لوله طبقه‌بندی می‌شوند. به طور کلی، آنها را می‌توان به لوله‌های فلزی و لوله‌های غیرفلزی تقسیم کرد.

### فلز
لوله فلزی صلب (RMC) یک لوله رزوه‌دار با دیواره ضخیم است که معمولاً از فولاد روکش‌دار، فولاد ضد زنگ یا آلومینیوم ساخته می‌شود.
لوله گالوانیزه سخت (GRC) یک لوله فولادی گالوانیزه با دیواره‌ای به ضخامت کافی برای رزوه شدن است. کاربردهای رایج آن ساختمان‌های تجاری و صنعتی است. این وسیله برای محافظت از سیم‌ها و کانکتورها طراحی شده است.
لوله فلزی میانی (IMC) یک لوله فولادی است که از EMT سنگین‌تر اما از RMC سبک‌تر است. می‌تواند پردازش نخ (thread processing) را انجام دهد.
لوله فلزی برق (EMT)، که گاهی اوقات لوله جدار نازک نامیده می‌شود، اغلب به جای لوله صلب گالوانیزه (GRC) استفاده می‌شود زیرا ارزان‌تر و سبک‌تر از GRC است. خود EMT رزوه ندارد، اما می‌توان از آن با لوازم جانبی رزوه‌دار که به آن گیره می‌شوند، استفاده کرد. لوله‌های برق با طول‌های مختلف از طریق اتصالات کلیپسی به یکدیگر و به تجهیزات متصل می‌شوند. مشابه GRC، EMT در ساختمان‌های تجاری و صنعتی بیشتر از کاربردهای مسکونی رایج است. EMT معمولاً از فولاد روکش‌دار ساخته می‌شود، اما ممکن است از آلومینیوم نیز ساخته شود.
لوله آلومینیومی، مشابه لوله فولادی گالوانیزه، یک لوله سفت و سخت است که اغلب در کاربردهای تجاری و صنعتی که نیاز به مقاومت در برابر خوردگی بیشتری دارند، استفاده می‌شود.

### غیرفلزی
لوله‌های پی‌وی‌سی در مقایسه با لوله‌های فولادی، همواره سبک‌ترین وزن را دارند و به‌طورکلی از سایر انواع لوله‌ها ارزان‌تر هستند. در صنعت برق آمریکای شمالی، لوله‌های پی‌وی‌سی در سیزده اندازه و ضخامت دیواره مختلف موجود است که انواع دیواره نازک آن فقط برای دفن مستقیم در بتن و انواع ضخیم‌تر آن برای دفن مستقیم و پروژه‌های فضای باز مناسب هستند. بیشتر اتصالات مختلف برای لوله‌های فلزی، از جنس PVC نیز موجود است. این ماده پلاستیکی رطوبت را دفع می‌کند و در برابر بسیاری از مواد خورنده مقاومت می‌کند، اما از آنجایی که لوله رسانا نیست، باید یک سیم اتصال زمین اضافی از طریق هر مجرا کشیده شود. لوله‌های پی‌وی‌سی را می‌توان با استفاده از ابزارهای گرمایشی مخصوص، در محل گرم و خم کرد.
لوله‌های رزینی ترموست تقویت‌شده (RTRC) یا لوله‌های فایبرگلاس در مقایسه با لوله‌های فلزی سبک‌تر هستند و به کاهش هزینه‌های نیروی کار کمک می‌کنند. گاهی اوقات به آن FRE گفته می‌شود که مخفف «اپوکسی تقویت‌شده با فایبرگلاس» است، اما این اصطلاح یک علامت تجاری ثبت‌شده قانونی از FRE Composites است. لوله غیرفلزی صلب (RNC) یک لوله غیرفلزی، بدون رزوه و با دیواره صاف است.
لوله‌های غیرفلزی الکتریکی (ENT) یک لوله موجدار با دیواره نازک است که در برابر رطوبت و شعله مقاوم است. انعطاف‌پذیر است، می‌توان آن را با دست خم کرد و به‌طورکلی انعطاف‌پذیر است، اما لوازم جانبی انعطاف‌پذیر نیستند. به دلیل شکل موج‌دارش، رزوه‌دار نیست، اما برخی از اتصالات ممکن است رزوه‌دار باشند.
لوله برق LSZH (لوله برق کم دود بدون هالوژن): این نوع جدید از لوله‌های برق معمولاً از پلاستیک‌هایی مانند PP یا PE ساخته می‌شوند.
در صنعت، نام‌های زیادی دارد که در جدول زیر خلاصه شده‌اند:
| فهرست اختصارات صنایع لوله کشی LSZH | فهرست اختصارات صنایع لوله کشی LSZH                                                                             |
| ---------------------------------- | --- |
| اختصارات                           | معنی |
| LSZH                               | Low smoke, zero halogen(دود کم، بدون هالوژن)                                                                   |
| LSF                                | Low smoke, fume(دود کم، بخار)                                                                                  |
| LSOH (LS0H)                        | Low smoke, zero (0) halogen(کم دود، بدون هالوژن (0))                                                           |
| LSHF(LSFH)                         | Low smoke, halogen-free(free halogen)(کم دود، بدون هالوژن)                                                     |
| LSNH                               | Low smoke, non-halogen(کم دود، غیر هالوژن)                                                                     |
| NHFR                               | Non-halogen, flame retardant(غیر هالوژن، مقاوم در برابر شعله)                                                  |
| HFFR                               | Halogen-free, flame retardant(بدون هالوژن، مقاوم در برابر شعله)                                                |
| ZHFR                               | Zero Halogen, Flame Retardant(بدون هالوژن، مقاوم در برابر شعله)                                                |
| OHLS                               | Zero Halogen, Flame Retardant(بدون هالوژن، مقاوم در برابر شعله)                                                |
| HFT                                | Halogen Free and Flame Retardant, Temperature Resistant(بدون هالوژن و مقاوم در برابر شعله، مقاوم در برابر دما) |
| RKHF                               | RK means wall thickness, Halogen Free(RK به معنی ضخامت دیواره، بدون هالوژن است)                                |

### ترانکینگ
ترانکینگ یک اصطلاح بریتانیایی است و به کانال‌های پلاستیکی‌ای گفته می‌شود که به عنوان مجرای سیم‌های الکتریکی به کار می‌رود و دارای سطح مقطع مستطیل‌شکل با درپوش قابل برداشتن است.

## در آیین‌نامهٔ ملی برق

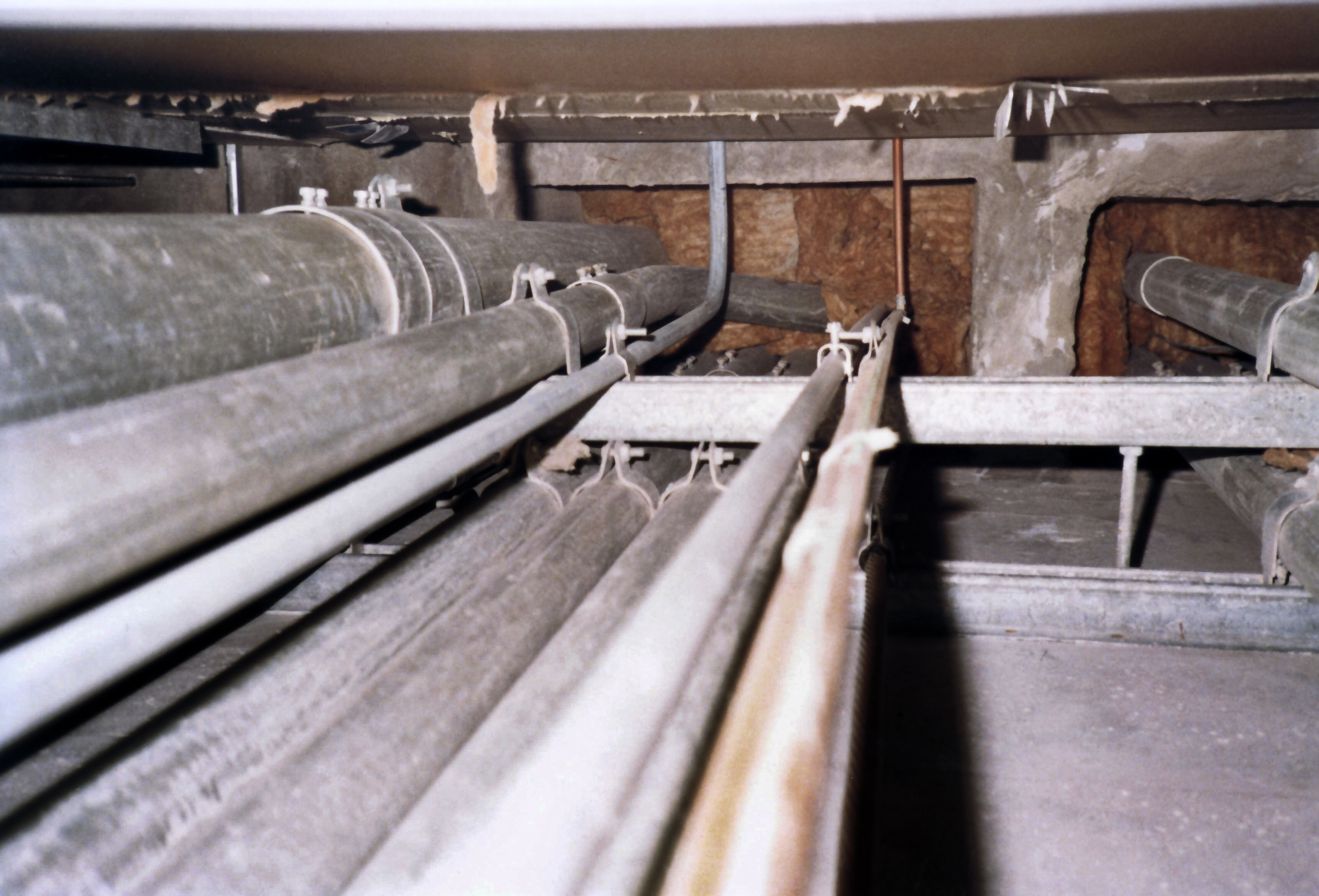
رایزرهای کاندوییت‌های الکتریکی، در داخل چاه مفاوم در برابر آتش، در حال ورود به انتهای یک آتش‌بند. روی آتشبند از ملات مخصوص به این کار و زیر آن از پشم سنگ استفاده شده‌است. ریس‌وی برای حفاظت کابل در مقابل آسیب‌دیدگی استفاده می‌شود.

در استانداردهای ان‌ئی‌سی لوله‌ها باید دارای برچسب UL باشند که مشخص کند محصول برای استفاده مطابق استانداردهای آیین‌نامهٔ ملی برق تأیید شده‌است؛ بنابراین استانداردها هر کاندوییت تنها می‌تواند در جهت‌های عمودی و افقی و به موازات اجزای ساختمان کشیده شود و در مسیر خود حداکثر ۴ خم (معادل ۳۶۰ درجه) داشته باشد. کاندوییت‌هایی که پوشانده و پنهان هستند باید از کوتاه‌ترین مسیر ممکن کشیده شوند تا با کم‌شدن طول، در کنار پایین‌آمدن مصالح مصرفی، افت ولتاژ نیز به حداقل برسد.